# IV з'їзд РСДРП
Четвертий («об'єднуючий») з'їзд РСДРП (також Стокгольмський з'їзд РСДРП) відбувся 10-25 квітня 1906 у місті Стокгольм (Швеція).
На з'їзді були присутніми 112 делегатів з вирішальними голосами від 57 організацій, 22 делегати з нарадчими голосами від 13 організацій. За фракційною приналежністю з числа вирішальних голосів 62 належали меншовикам і 46 — більшовикам. Незначну кількість вирішальних голосів мали примиренці (так званий «центр»), які з основних питань долучались до меншовиків.

## Порядок денний

### Аграрна програма
Основним питанням, навколо якого розгорнулась запекла боротьба між фракціями, було питання перегляду аграрної програми партії. Більшовицький проєкт аграрної програми було обґрунтовано Володимиром Леніним у праці «перегляд аграрної програми робітничої партії», яку було роздано делегатам з'їзду. Суть ленінської програми зводилась до вимог конфіскації земель поміщиків, церков, монастирів тощо та, у разі перемоги революції, до націоналізації всієї землі. Меншовицький проєкт вимагав «відчуження» великих земельних ділянок та їх муніципалізації.
Після напруженої боротьби з'їзд затвердив меншовицьку програму з низкою поправок, прийнятих під тиском більшовиків. За наполяганням останніх до програми було внесено пункт про націоналізацію вод і лісів.

### Решта питань
На з'їзді було прийнято рішення про участь у виборах до Держдуми, про збройне повстання, а також напіврішення про партизанські дії. Без обговорення було ухвалено резолюцію щодо профспілок, що визнавала необхідним сприяння партії в організації спілок, а також резолюцію про ставлення до селянського руху.
Було розв'язано питання щодо об'єднання з соціал-демократією Польщі, Литви та Латвії, які увійшли до складу РСДРП як територіальні організації. Також було ухвалено проєкт умов об'єднання з Бундом, але у спеціальній резолюції з'їзд рішучо висловився проти організації пролетаріату за національностями.

## Об'єднання
На з'їзді відбулось формальне об'єднання партії, що розкололась 1903 року на II з'їзді. Визнаючи на словах організаційну єдність РСДРП, більшовики-ленінці залишали за собою право ідейної боротьби з рештою соціал-демократів. Формально ліквідувавши розкол, з'їзд тимчасово посилив єдність дії партійних організацій, але не мав наслідком реального об'єднання.